# بلدرچین‌های بیشه‌ای
بلدرچین‌های بیشه‌ای (نام علمی: Perdicula) نام سرده‌ای از تیره قرقاولیان شامل ۴ گونه است.
این سرده شامل گونه‌های زیر است:
- بلدرچین بیشه‌ای جنگلی، Perdicula asiatica
- بلدرچین بیشه‌ای صخره، Perdicula argoondah
- بلدرچین بیشه‌ای رنگین، Perdicula erythrorhyncha
- بلدرچین بیشه‌ای مانیپور، Perdicula manipurensis